# Egas Gomes de Sousa
D. Egas Gomes de Sousa (1035 -c. 1090, Corunha) Foi um nobre e militar do Condado Portucalense. Foi Senhor da Casa de Sousa e Capitão-Geral de Entre-Douro-e Minho e o primeiro da sua linhagem a usar o apelido de Sousa. Foi senhor das Terras de Sousa e de Felgueiras.

## Biografia
Nasceu em 1035 no Condado Portucalense, filho de Gontrode Moniz de Touro e D. Gomes Echigues, Senhor da Casa de Sousa.
Durante a sua vida, Exerceu o título de Senhor da Casa de Sousa e de felgueiras, além de outros títulos nobres da Casa de Sousa,
No ámbito militar, exerceu o cargo de governador ("Imperator") de toda a comarca de Entre Douro e Minho. Foi capitão-general, e como tal em combate venceu o rei de Tunes, num combate junto à cidade de Beja. Esse acto valeu-lhe o acrescento ao seu brasão, do epíteto: "Bastões de Aragão", das quatro luas crescentes que o dito rei de Tunes trazia nas suas bandeiras.
Morreu cerca do ano 1090, aos 55 anos, na Corunha, e enterrado no Mosteiro de Pombeiro.

## Relações familiares
Foi filho de D. Gomes Echigues (1010 - ?) e de sua 1.º esposa, Gontronde Moniz de Touro (1060 -?), filha de Munio Moniz de Bierzo (1030 - 1097), conde de Bierzo e de Muniadona Moniz (? - 1065). Casou em 1050 com Gontinha Gonçalves da Maia (1040 -?), filha de Gonçalo Trastamires, Senhor da Maia e de Unisco Fernandes e trineta de D. Ramiro II de Leão, Rei de Leão, de quem teve:
1. D. Mem Viegas de Sousa (1070 - 1130) casou com D. Teresa Fernandes de Marnel,
2. D. Gomes Viegas,
3. D. Paio Nunes de Sousa.